# Eutachycines feai
Eutachycines feai är en insektsart som först beskrevs av Lucien Chopard 1916.  Eutachycines feai ingår i släktet Eutachycines och familjen grottvårtbitare. Inga underarter finns listade i Catalogue of Life.